# Campagne-lès-Boulonnais
Campagne-lès-Boulonnais är en kommun i departementet Pas-de-Calais i regionen Hauts-de-France i norra Frankrike. Kommunen ligger i kantonen Hucqueliers som tillhör arrondissementet Montreuil. År 2022 hade Campagne-lès-Boulonnais 675 invånare.

## Befolkningsutveckling
Antalet invånare i kommunen Campagne-lès-Boulonnais
| Referens: INSEE |